# IC 2174
IC 2174 — галактика типу SBa (компактна витягнута галактика) у сузір'ї Жираф.
Цей об'єкт міститься в оригінальній редакції індексного каталогу.